# Споменик природе Група стабала храста лужњака код Јозића колибе
Споменик природе Група стабала храста лужњака код Јозића колибе је заштићено природно добро од 1996. године које чине 6 стабала који представљају остатак аутохтоних заједница храста и јасена. Налазе се у оквиру комплекса Јозића колибе на територији града Београда, градска општина Обреновац, Велико Поље, једног од 28 насељених места општине и која се простире у доњем току реке Колубаре и Тамнаве, и на десној обали реке Саве.

## Група стабала храста лужњака код Јозића колибе
Стари примерци лужњака су остаци аутохтоних шума низијских храстова (Querceto-fraxinetum serbicum). Ова монументална храстова стабла смештена су на површини од 2 хектара на надморској висини која износи око 78,20 м.Стабла су витална, са добро развијеним и формираним крошњама, а целом комплексу дају пејзажну атрактивност. Просечна старост свих шест стабала износи око 190 година.
Стабло број 1 је највише очувано и витално, са широко гранатом крошњом и доњим, ниско спуштеним гранама. Стабла бр 2 и 3 се налазе на удаљености од 2 м. Последица овако малог растојања је произвела на додирној страни редуковану крошњу код стабла бр 3, које је нешто млађе од стабла бр 2 које је као старије имало довољно простора за формирање правилно развијене крошње. Стабла број 4 и 5 су срасла са једне стране дебла без обзира на то што се ради о стаблима семеног порекла. Ова појава се у шумарској пракси позната као "пољубац". Стабло број 6 је интересантно јер се једино из целе групе налази на самој ивици шуме. На страни где се додирује са шумом, крошња је редукована, чиме је умањена пејзажна атрактивност овог стабла.
Укупна површина природног добра износи 16,49 ари и чине је пројекције крошњи 6 стабала на три К.П. 1571, 1571 и 1573.

### Дендрометријске карактеристике
Заштићена стабла имају следеће дендрометријске карактеристике:
- Стабло број 1: Висина стабла је 23,61м, пречник 127цм, пречник крошње 23м, заштићена површина износи 4,15 ари
- Стабло број 2: Висина стабла је 18,61м, пречник 124цм, пречник крошње 26м,
- Стабло број 3: Висина стабла је 24,88м, пречник 94цм пречник крошње 24м, заштићена површина за стабла 2 и 3 износи 4,90 ари
- Стабло број 4: Висина стабла износи 27,59м, пречник 147цм, пречник крошње 25м
- Стабло број 5: Висина стабла износи 19,82м, пречник 138цм, пречник крошње 25м, заштићена површина за стабла 4 и 5 износи 4,90 ари
- Стабло број 6: Висина стабла износи 26,69м, пречник 122цм, пречник крошње 18м, заштићена површина 2,54 ара

## Споменик природе
Према Правилнику о категоризацији заштићених природних добара споменик природе припада трећој категорији заштите – значајним природним добрима, а под заштитом се налази од 1996. године.Природно добро је стављено под заштиту Решењем Скупштине Града Београда бр. 501-8/96-XIII-01-1.2.1996.

### Управљач
Споменик природе поверен је на управљање Јавном предузећу за заштиту и унапређење животне средине општине Обреновац, Обреновац.